# 三穂村
三穂村（みほむら）は、長野県下伊那郡にあった村。現在の飯田市南西端、飯田線千代駅の西方の天竜川対岸一帯にあたる。

## 地理
- 山：水晶山
- 河川：天竜川、阿知川

## 歴史
- 1889年（明治22年）4月1日 - 町村制の施行により、伊豆木村・下瀬村・立石村の区域をもって発足。
- 1956年（昭和31年）9月30日 - 飯田市・座光寺村・松尾村・竜丘村・伊賀良村・山本村・下久堅村と合併し、改めて飯田市が発足。同日三穂村廃止。

## 交通

### 道路
- 国道151号